# Будник, Василий Сергеевич
Василий Сергеевич Будник (укр. Василь Сергійович Будник; 11 (24) июня 1913, Черниговщина — 8 марта 2007, Днепропетровск) — советский украинский учёный, один из основоположников ракетно-космической техники. Академик НАН Украины (1967), доктор технических наук (1960), профессор (1962). В 1954—1968 годах первый заместитель главного конструктора КБ «Южное».
Герой Социалистического Труда. Лауреат Ленинской премии.

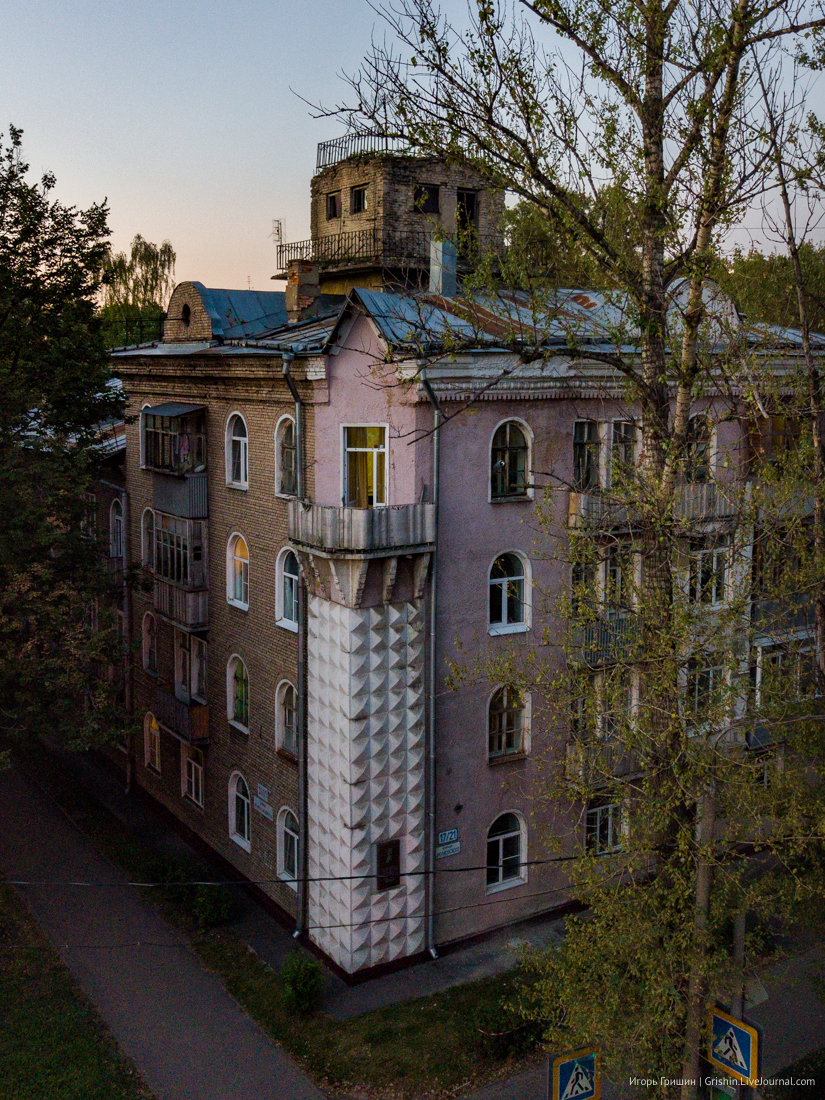
В этом доме на улице Циолковского жил В. С. Будник в г. Калининграде Московской области (ныне г.о. Королёв) в 1951 г.

## Биография
По национальности украинец. Родился в селе Семёновка ныне Черниговской области (Украина).
- В 1934—1940 годах — лётчик-инструктор аэроклуба в Московском авиационном институте.
- Окончил Московский авиационный институт (1940) по специальности «Вооружение самолётов».
- В 1940—1943 годах работал в авиационном конструкторском бюро (КБ) С. В. Илюшина, в 1943—1946 годах — в Реактивном НИИ, в 1946—1951 годах — заместитель главного конструктора в НИИ-88 КБ С. П. Королёва. Руководил группой «Зоммерда» института «Нордхаузен» в советской оккупационной зоне Германии. В 1945 году был направлен в Германию членом комиссии по изучению немецкой ракетной техники.
- В 1951—1954 годах — главный конструктор на заводе № 586 (ныне — «Южный машиностроительный завод») в Днепропетровске.
- В 1954—1968 годах — первый заместитель главного конструктора КБ «Южное» (до 1966 — Особое КБ № 586) в Днепропетровске.
- С 1962 года — профессор Днепропетровского государственного университета.
- В 1962 году был избран членом-корреспондентом, а в 1967 году — действительным членом (академиком) АН Украинской ССР (ныне — Национальная академия наук Украины).
- В 1972—1980 годах — заместитель руководителя Днепропетровского отделения Института механики АН Украинской ССР.
- Заместитель директора (1980—1988), советник при дирекции (1988—1998) и главный научный сотрудник (с 1988) Института технической механики Национальной АН и Национального космического агентства Украины.

Последние свои годы жил в Днепропетровске, где и скончался на 94-м году жизни.
Похоронен там же на Запорожском кладбище.

## Память
Жилой дом на улице Циолковского в Подлипках (ныне г.о. Королёв Московской области), в котором жил Василий Сергеевич Будник был признан объектом культурного наследия регионального значения распоряжением Главного управления культурного наследия Московской области 18 августа 2021 года. По воспоминаниям дочери В. П. Мишина, которая жила в квартире этажом ниже, а также воспоминаниям дочки К. Д. Бушуева, Василий Сергеевич жил в квартире № 17.

## Награды и премии
- Указом Президиума Верховного Совета СССР от 25 июня 1959 года Буднику Василию Сергеевичу присвоено звание Героя Социалистического Труда с вручением ордена Ленина и золотой медали «Серп и Молот».
- Награждён двумя орденами Ленина, двумя орденами Трудового Красного Знамени, медалями, в том числе «За трудовую доблесть» (1941). Также награждён украинским орденом князя Ярослава Мудрого V степени (2004)[5].
- Заслуженный деятель науки Украинской ССР (1983).
- Лауреат Ленинской премии (1960), премии имени М. К. Янгеля (1989).
- Награждён медалью имени М. К. Янгеля (2004).
- Почетный работник космической отрасли Украины.
- Почётный гражданин Днепропетровска (30 августа 2006 года)[6]..